# Полиид (Еврипид)
«Полиид» (др.-греч. Πολύιδος) — трагедия древнегреческого драматурга Еврипида (V век до н. э.), сюжет которой связан с мифами Крита. Текст пьесы практически полностью утрачен. Пересказ её содержания, возможно, содержится в «Мифах» Псевдо-Гигина.
Главный герой пьесы — Полиид, прорицатель, ожививший критского царевича Главка после укуса ядовитой змеи. Этому сюжету посвятил свою трагедию «Прорицатели, или Полиид» Софокл. Аристофан предположительно пародировал Еврипида в своей комедии «Полиид» (тоже утраченной).